# Fimbristylis rhodesiana
Fimbristylis rhodesiana är en halvgräsart som beskrevs av Alfred Barton Rendle. Fimbristylis rhodesiana ingår i släktet Fimbristylis och familjen halvgräs.
Artens utbredningsområde är Zimbabwe. Inga underarter finns listade i Catalogue of Life.